# Elly Bulkin
Elly Bulkin (17 de diciembre de 1944) es una escritora estadounidense. Directora fundadora de Conditions, ha editado varias colecciones de literatura lésbica.

## Vida personal
Bulkin creció en El Bronx, Nueva York, después de que su padre y sus abuelos maternos emigraran desde Europa del Este. Trabajó durante cinco años en el Centro de Mujeres del College de Brooklyn de la Universidad de la Ciudad de Nueva York.
Activista desde la década de 1970, Bulkin ha sido parte de DARE/Dykes Against Racism Everywhere (NYC), Women Free Women in Prison (NYC), Feminist Action Network (Albany, NY), Women in Black (Boston) y otras organizaciones políticas locales y grupos. Además es miembro del Grupo de Trabajo Feminista Nacional de la Nueva Agenda Judía. Más recientemente, fue parte del comité directivo de Communities In Support of the Khalil Gibran International Academy (CISKGIA). Fundadora también de ¡Los judíos dicen no! (Nueva York) y Judíos contra la islamofobia (JAI/NYC), ayudó a lanzar la Red contra la islamofobia (NAI), un proyecto de La Voz Judía por la Paz.
Ya jubilada, ofrece asistencia técnica para la redacción de subvenciones a las socias beneficiarias de Astraea, el Fondo de Lesbianas para la Justicia.

## Carrera profesional
Bulkin apareció en la escena literaria durante la década de 1970 como una orgullosa lesbiana judía. Realiza reseñas frecuentemente sobre poesía escrita por mujeres, pero es más conocida por editar y coeditar muchas antologías lésbicas. Coeditó dos antologías con Joan Larkin, la primera de las cuales se publicó en 1975, titulada Amazon Poetry: An Anthology of Lesbian Poetry. El segundo era de 1981, titulado Poesía lésbica: una antología.
Fue directora fundadora de dos publicaciones periódicas distribuidas a nivel nacional: Conditions, una revista de escritura escrita por mujeres con énfasis en la escritura escrita por lesbianas, y Bridges: A Journal for Jewish Feminists and Our Friends.
Ha publicado artículos sobre racismo y escritura; heterosexismo y estudios de la mujer; poesía lésbica; y otros temas. Los artículos de Bulkin tratan sobre poesía lésbica y cubren tanto el contexto histórico como el análisis así como los enfoques pedagógicos. Es coautora, con Minnie Bruce Pratt y Barbara Smith, de Yours in Struggle: Three Feminist Perspectives on Anti-Semitism and Racism (1984) y, con Donna Nevel, de Islamophobia & Israel (2013).

## Obra
- (ed. con Joan Larkin) Amazon Poetry: An anthology of Lesbian Poetry, 1975
- (ed.) Lesbian Fiction: An Anthology, 1981
- (ed. con Joan Larkin) Lesbian Poetry: An Anthology, 1981
- (ed. con Minnie Bruce Pratt and Barbara Smith) Yours in Struggle, 1984
- Enter password, recovery : re-enter password, 1990[8]